# 155
155 је била проста година.

## Догађаји
- Конзули Гај Јулије Север и Марко Јуније Руфин Сабинијан.
- За римског епископа изабран Свети Аницет (155-166)
- Мучеништво светог Поликарпа (око 69–155), епископа смирнског.
- Побуна јужних Сјонгна и Ухуана је умирена.